# Vassilis Toliopoulos
Vassilis Toliopoulos (en griego, Βασίλης Τολιόπουλος, Atenas, 15 de junio de 1996) es un baloncestista griego que pertenece al Panathinaikos BC de la A1 Ethniki, la primera categoría del baloncesto griego. Con 1,88 metros de estatura, juega en la posición de base-escolta.

## Trayectoria deportiva

### Profesional
Procedente de la cantera del Panionios BC, en 2013 firmó su primer contrato profesional con el Ikaros Kallitheas BC, donde apenas pudo disfrutar de minutos en 12 partidos.
Al año siguiente firmó con el Kolossos Rodou BC, donde ya dispuso de más minutos de juego, promediando 2,6 puntos por partido.
En julio de 2015, con 19 años, fichó por el Olympiacos B.C., equipo que estuvo a punto de ficharlo en 2013, pero que no convenció a su técnico Georgios Bartzokas. El contrato fue por cuatro temporadas.
[actualizar]
En la temporada 2022-23, firma por el Aris BC de la A1 Ethniki, la primera categoría del baloncesto griego. Renovando en julio de 2024.
El 23 de junio de 2025 firma por tres temporadas con el Panathinaikos.

### Selección nacional
Toliopoulos es un fijo en la selección griega desde las categorías inferiores, habiendo participado en campeonatos continentales en sub-16, sub-18 y sub-20. En esta última categoría consiguió la medalla de bronce en el Europeo B de 2016, siendo uno de los jugadores más destacados, promediando 13,2 puntos y 2,5 asistencias por partido.
Entre julio y agosto de 2024 fue parte de la selección absoluta de Grecia, que disputó los Juegos Olímpicos de París, finalizando en octava posición.